# City Life
City Life é um jogo eletrônico de estratégia em tempo real que permite ao jogador criar uma cidade moderna, de maneira semelhante ao famoso jogo Sim City. City Life é primeiro construtor de cidades moderno para trabalhar em pleno ambiente 3D. Foi lançado em maio de 2006. O jogo é desenvolvido pela francesa Monte Cristo. É publicado na França pela Focus, na Alemanha e no Reino Unido por Deep Silver e na América do Norte pelo CDV.
City Life permite aos jogadores ampliar a tela e ver um pouco de cada detalhe. O método permite que edifícios sejam colocados em um ângulo, da mesma forma que pode ser vista no jogo Caesar IV.
O jogo tem sido criticado pela falta de muitos elementos, como clima e catástrofes.